# Olof Winnerstrand

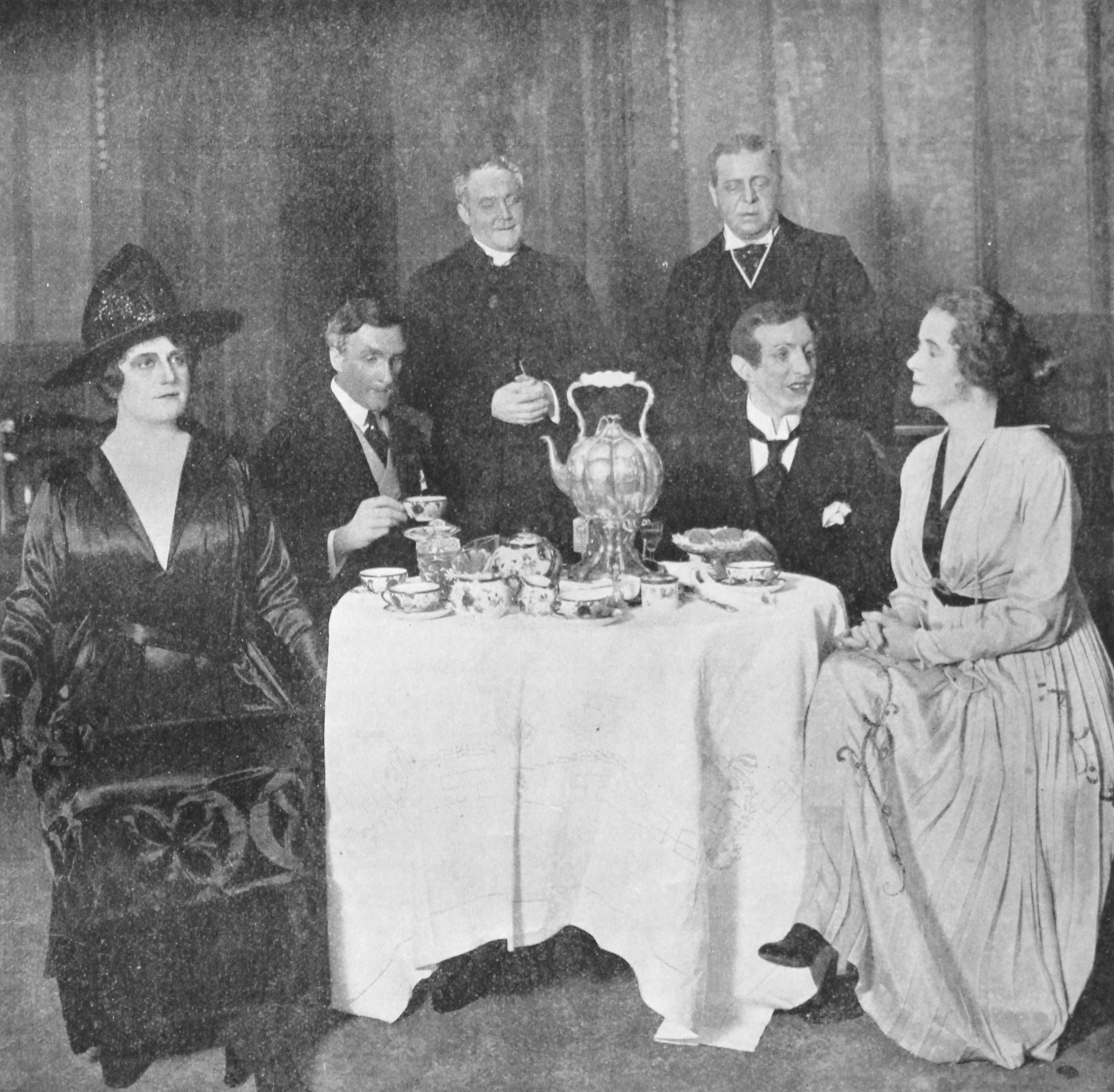
Winnerstrand (sentado con una taza de café) en Äktenskapskarusellen, con Lisa Ranft, Hugo Tranberg, Fredrik Hedlund, Erik Petschler y Frida Winnerstrand

Olof Winnerstrand (26 de agosto de 1875 - 16 de julio de 1956) fue un actor teatral y cinematográfico de nacionalidad sueca.
Olof Winnerstrand fue actor teatral entre 1901 y 1949, actuando principalmente en el Vasateatern y en el Teatro Dramaten. Debutó en el cine en 1920 con la película de Pauline Brunius De läckra skaldjuren, rodando más de cincuenta producciones hasta 1954. Estuvo casado con la actriz Frida Winnerstrand desde el año 1906. A lo largo de su carrera trabajó con los más destacados directores cinematográficos suecos, como Gustaf Molander, Alf Sjöberg, Hasse Ekman y Ingmar Bergman. Su papel más conocido fue el que llevó a cabo en la película Hets en el año 1944. 

## Biografía

### Primeros años y actuación en el Vasateatern
Su nombre completo era Karl Olof Magnus Winnerstrand, y nació en Estocolmo, Suecia, siendo su padre CA Winnerstrand, un joyero que quería que su hijo siguiera sus pasos. En sus inicios cumplió los deseos paternos, y trabajó como orfebre entre 1899 y 1901. Sin embargo, su vocación teatral se impuso. Olof Winnerstrand consiguió ocuparse en la compañía teatral de Emil Hillberg, donde trabajó entre 1901 y 1902. En esa compañía conoció a su futura esposa, Frida. Después, entre 1902 y 1904, actuó en la compañía teatral de Hjalmar Selander.
A menudo, Olof Winnerstrand actuó en el escenario junto a su esposa, Frida Winnerstrand. Fueron una pareja famosa y admirada. Juntos fueron la fuerza impulsora del Vasateatern, donde él actuó entre 1906 y 1919, y ella antre 1905 y 1919. Actuaron juntos en obras de Georges Feydeau, Georges Berr, Oscar Wilde y George Bernard Shaw. Entre sus mayores éxitos en sus primeros años en el Vasateatern figuran La importancia de llamarse  Ernesto (de Oscar Wilde), Man kan aldrig veta (de George Bernard Shaw), Äktenskapskarusellen (de Langdon Mitchell) y Häxmästaren (de Georges Berr).

### Dramaten yFamiljen Björck
Llegó al Dramaten junto a Frida en 1919, continuando con sus éxitos teatrales. Actuó en Guds gröna ängar (de Marc Connelly), Mäster Olof (de August Strindberg) , Kvartetten som sprängdes (de Birger Sjöberg), Pickwick-klubben, Höfeber (de Noel Coward), En sån dag! (de Dodie Smith), Mucho ruido y pocas nueces (de Shakespeare), Älskling, jag ger mig (de Mark Reed), y en Las aves (de Aristófanes), entre otras muchas obras.
En las décadas de 1930 y 1940 sus papeles sobre el escenario fueron cada vez más variados y relevantes, siendo muy solicitado para la interpretación de personajes serios y fuertes. Fue muy elogiado por su Nat Miller en la obra de Eugene O'Neill Ah, Wilderness!, en 1935, en la cual Frida Winnerstrand encarnaba a Mamá Miller y Frank Sundström y Gunn Wållgren interpretaban los papeles de hijos. La obra fue llevada en gira por el Riksteatern al siguiente año. 

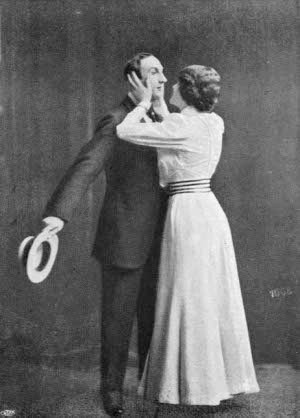
Con Frida Winnerstrand en la pieza de George Bernard Shaw Man kan aldrig veta (Vasateatern, 1908)

Realizó un total de 119 papeles en el Dramaten, lo que significa un promedio de 6 o 7 personajes diferentes al año entre 1919 y 1949, por lo cual es considerado uno de los actores más relevantes de ese teatro en el siglo XX.
Junto a su esposa, y a la vez que actuaba en el Dramaten, trabajó en una serie radiofónica titulada Familjen Björck, muy popular en su época. Tenía el formato de una sitcom y fue seguida por cientos de miles de oyentes, incluso en Finlandia, Dinamarca y Noruega. Se grabaron dos episodios mensuales entre los años 1936 y 1943. Entre otras cosas, la serie reflejaba los acontecimientos de la época, como los Juegos Olímpicos de Garmisch-Partenkirchen 1936 y la Segunda Guerra Mundial. En el año 1940 se rodó una versión cinematográfica con los dos actores, dirigida por Anders Henrikson.

### Carrera en el cine y últimos años
Además de su faceta teatral y radiofónica, Olof Winnerstrand fue un activo y muy popular actor cinematográfico. Hizo destacados papeles de reparto en películas como Annonsera, Familjens hemlighet (1936), Blixt och dunder (1938), Kungliga patrasket (de Hasse Ekman, 1945), Kejsaren av Portugallien (de Selma Lagerlöf, 1946), Hets (1944, de Alf Sjöberg), Medan porten var stängd (1946, de Hasse Ekman), Kvinna utan ansikte (1947) o Musik i mörker (1948, de Ingmar Bergman). Interpretó personajes de mayor relevancia en Ungkarlspappan (1935), Familjen Björck (1940) y Det glada kalaset (1946, de Bengt Ekerot), película gracias a la cual obtuvo el premio sueco más prestigiosos de la época, la Figura Chaplin al mejor actor, y una placa de honor de la Sociedad Cinematográfica Sueca.
Olof Winnerstrand se retiró del teatro en 1945, aunque todavía hizo tres actuaciones como invitado en el Dramaten, actuando por última vez como Charley en La muerte de un viajante, de Arthur Miller, en 1949. Sin embargo, y hasta el final de su vida, continuó trabajando para el cine, con películas memorables como las dirigidas por Schamyl Bauman Skolka skolan (1949), Frökens första barn (1950), Klasskamrater (1952) y Dans på rosor (1954). En sus últimos años también trabajó para la radio, leyendo y grabando historias de Hasse Zetterström.
Su última actuación cinematográfica llegó con la comedia de Ingmar Bergman En lektion i kärlek, en 1954, a los 79 años de edad. Olof Winnerstrand falleció en 1956 en Estocolmo, siendo enterrado en el Cementerio Norra begravningsplatsen de esa ciudad.

## Filmografía (selección)
- 1959 : Djurgårdsmässan
- 1954 : En lektion i kärlek
- 1954 : Dans på rosor
- 1953 : Flickan från Backafall
- 1953 : Vi tre debutera
- 1952 : Klasskamrater
- 1951 : Min vän Oscar
- 1950 : Kyssen på kryssen
- 1950 : Kvartetten som sprängdes
- 1950 : Fästmö uthyres
- 1950 : Frökens första barn
- 1950 : Kastrullresan
- 1950 : Min syster och jag
- 1949 : Kärleken segrar
- 1949 : Skolka skolan
- 1948 : En svensk tiger
- 1948 : Musik i mörker
- 1947 : En fluga gör ingen sommar
- 1947 : Kvinna utan ansikte
- 1947 : Jag älskar dig, Karlsson!
- 1946 : Det glada kalaset
- 1946 : Det är min modell
- 1946 : Begär
- 1946 : Medan porten var stängd
- 1945 : Kungliga patrasket
- 1945 : Gomorron Bill!
- 1945 : Rosen på Tistelön
- 1944 : Den osynliga muren
- 1944 : Jag är eld och luft
- 1944 : Kejsarn av Portugallien
- 1944 : Hets
- 1944 : Stopp! Tänk på något annat
- 1940 : Juninatten
- 1940 : Romans
- 1940 : Familjen Björck
- 1939 : Filmen om Emelie Högqvist
- 1938 : Blixt och dunder
- 1937 : John Ericsson – segraren vid Hampton Roads
- 1937 : Ryska snuvan
- 1936 : Familjens hemlighet
- 1936 : Äventyret
- 1935 : Ungkarlspappan
- 1932 : Modärna fruar
- 1926 : Giftas
- 1924 : Herr Vinners stenåldersdröm
- 1921 : Ryggskott
- 1921 : Lev livet leende
- 1920 : Trollsländan
- 1920 : Ombytta roller
- 1920 : De läckra skaldjuren

## Teatro
- 1905 : Antoinette Sabrier, de Romain Coolus, Dramaten[4]
- 1906 : Älskaren från Brasilien, de Lucien Armont, Vasateatern[5]
- 1907 : Fernands giftermål, de Georges Feydeau, Vasateatern[6]
- 1907 : Herculespillerna, de Maurice Hennequin, Vasateatern[7]
- 1907 :  Två gånger två är fem, de Gustav Wied, Vasateatern[8]
- 1907 : Cathérine, de Henri Lavedan, Vasateatern[9]
- 1908 : Man kan aldrig veta, de George Bernard Shaw, Vasateatern[10]
- 1908 : Det nya huset, de Thore Blanche, Vasateatern[11]
- 1908 : Amatörtjuven, de E. W. Hornung y Eugene Presbrey, Vasateatern[12]
- 1908 : Har ni något att förtulla?, de Maurice Hennequin, Vasateatern[13]
- 1908 : Fröken Josette - min hustru, de Paul Gavault y Robert Charvay, Vasateatern[14]
- 1908 : Bland bålde riddersmän, de Harriett Jay, dirección de Knut Nyblom, Vasateatern[15]
- 1910 : Sendraget, de Maurice Hennequin, dirección de Knut Nyblom, Vasateatern[16]
- 1910 : Penelope, de William Somerset Maugham, dirección de Albert Ranft y Knut Nyblom, Vasateatern[17]
- 1910 : Löjtnanten som förmyndare, de Leo Walter Stein, dirección de Knut Nyblom, Vasateatern[18]
- 1910 : Utan inbjudningskort, de Tristan Bernard, dirección de Knut Nyblom, Vasateatern[19]
- 1911 : Alias Jimmy Valentine, de Paul Armstrong, dirección de Knut Nyblom, Vasateatern[20][21]
- 1911 : Coralie och Co, de Maurice Hennequin y Albin Valabrègue, dirección de Knut Nyblom, Vasateatern[22]
- 1911 : Ballongen, de Paul Armont y Nicolas Nancey, dirección de Knut Nyblom, Vasateatern[23]
- 1911 : 1.000.000, de Georges Berr y Marcel Guillemand, dirección de Knut Nyblom, Vasateatern[24]
- 1911 : Spökhotellet, de Georges Feydeau y Maurice Desvalliéres, dirección de Albert Ranft, Teatro Oscar[25]
- 1912 : Min baby, de Margaret Mayo y Theo Wall, Vasateatern[26]
- 1912 : Korsdraget, de Ellen Lundberg-Nyblom, Vasateatern[27]
- 1912 : Leda och svanen, de Algot Sandberg, dirección de Knut Nyblom, Vasateatern[28]
- 1912 : Kommanditbolaget Wall, Berger & C:o, de Einar Fröberg, dirección de Knut Nyblom, Vasateatern[29]
- 1912 : 4711, de Algot Sandberg, dirección de Knut Nyblom, Vasateatern[30][31]
- 1912 : Den nakna sanningen, de George Paston y W.B. Maxwell, Vasateatern[32]
- 1912 : Hur man vinner en man, de Rida Johnson-Young, Vasateatern[33]
- 1913 : En äkta man, de Karl Hedberg, Vasateatern[34]
- 1913 : Min herr far, de Franz Arnold y Victor Arnold, dirección de Knut Nyblom, Vasateatern[35]
- 1913 : Som man är klädd…, de Gábor Drégely, dirección de Knut Nyblom, Vasateatern[36]
- 1913 : Ett modernt äktenskap, de Raoul Auernheimer, dirección de Knut Nyblom, Vasateatern[37]
- 1913 : Borgmästarinnan, de Maurice Hennequin y Pierre Veber, dirección de Albert Ranft, Vasateatern[38]
- 1914 : Spanska flugan, de Franz Arnold y Ernst Bach, Vasateatern[39]
- 1914 : Kontanter, de James Montgomery, dirección de Knut Nyblom, Vasateatern[40]
- 1914 : Kompanjonen, de Adolph L'Arronge, dirección de Knut Nyblom, Vasateatern[41][42]
- 1914 : När fruarna resa, de André Monetzi-Eon y Nicolas Nancey, dirección de Knut Nyblom, Vasateatern[43]
- 1914 : Trötte Teodor, de Max Neal y Max Ferner, dirección de Knut Nyblom, Vasateatern[44]
- 1915 : Nattfrämmande, de Fritz Friedmann-Frederich, Vasateatern[45]
- 1915 : Niobe, de Harry Paulton y Edward Paulton, dirección de Oscar Byström, Vasateatern[46]
- 1915 : Ferdinands giftermål, de Georges Feydeau, Vasateatern[47]
- 1915 : Försvarsadvokaten, de Ferenc Molnár, dirección de Knut Nyblom, Vasateatern[48]
- 1916 : Annonsera!, de Roi Cooper Megrue y Walter Hackett, dirección de Knut Nyblom, Vasateatern[49]
- 1916 : Krigsäran, de Maurice Hennequin, dirección de Knut Nyblom, Vasateatern[50]
- 1916 : Lilla tuttenuttan, de Anthony L. Ellis, dirección de Knut Nyblom, Vasateatern[51]
- 1917 : Diamanten, de Horace Hedges y Wigney Percyval, dirección de Knut Nyblom, Vasateatern[52]
- 1917 : Fru Carolines friare, de William Somerset Maugham, dirección de Knut Nyblom, Vasateatern[53]
- 1917 : Fru Marjolins gudson, de Maurice Hennequin, Pierre Veber y Henry de Gorsse, dirección de Knut Nyblom, Vasateatern[54]
- 1917 : Man kan aldrig veta, de George Bernard Shaw, Djurgårdsteatern
- 1917 : Pultronen, de Lechmere Worrall y Harold Terry, dirección de Knut Nyblom, Vasateatern[55]
- 1917 : Lilla yrhättan, de H. M. Harwood, dirección de Knut Nyblom, Vasateatern[56]
- 1917 : Dollarmiljonen, de Anders Eje, dirección de Knut Nyblom, Vasateatern[57]
- 1918 : Äktenskapskarusellen, de Langdon Mitchell, Vasateatern[58]
- 1918 : Häxmästaren, de Georges Berr y Louis Verneuil, dirección de Knut Nyblom, Vasateatern[59]
- 1918 : Damen från bion, de Nicolas Nancey y Jean Rieux, dirección de Knut Nyblom, Vasateatern[60]
- 1918 : Den bättre hälften, de Franz Arnold y Ernst Bach, dirección de Knut Nyblom, Vasateatern[61]
- 1919 : Man kan aldrig veta, de George Bernard Shaw, Djurgårdsteatern[62]
- 1919 : En idealisk äkta man, de Oscar Wilde, dirección de Karl Hedberg, Dramaten
- 1919 : Fanvakt, de Otto Rung, dirección de Tor Hedberg, Dramaten
- 1920 : Paradsängen, de Gunnar Heiberg, dirección de Karl Hedberg, Dramaten
- 1920 : Det röda bandet, de Carl Mathern y Toni Impekoven, dirección de Karl Hedberg, Dramaten
- 1920 : Markis von Keith, de Frank Wedekind, dirección de Karl Hedberg, Dramaten
- 1920 : Låt oss skiljas, de Victorien Sardou y Émile de Najac, dirección de Karl Hedberg, Dramaten
- 1920 : Äventyret, de Gaston Arman de Caillavet y Robert de Flers, dirección de Karl Hedberg, Dramaten
- 1921 : Turandot, de Carlo Gozzi, dirección de Olof Molander, Dramaten
- 1921 : Resan till Le Havre, de Louis Verneuil, dirección de Tor Hedberg, Dramaten
- 1921 : Hemkomsten, de Robert de Flers y François Wiener, dirección de Karl Hedberg, Dramaten
- 1921 : Villa Hjärtedöd, de George Bernard Shaw, dirección de Karl Hedberg, Dramaten
- 1921 : Porträttet, de Karl Sloboda, dirección de Karl Hedberg, Dramaten
- 1921 : Jokern, de H. Marsh Harwood, dirección de Olof Molander, Dramaten
- 1922 : Andras affärer, de Gustaf af Geijerstam, dirección de Gustaf Linden, Dramaten
- 1922 : Erna, de Einar Fröberg, dirección de Gustaf Linden, Dramaten
- 1922 : Cirkeln, de William Somerset Maugham, dirección de Gustaf Linden, Dramaten
- 1922 : Peter Peter, de Curt Goetz, dirección de Karl Hedberg, Dramaten
- 1922 : Scampolo, de Dario Niccodemi, dirección de Gustaf Linden, Dramaten
- 1922 : Älskog, de Arthur Schnitzler, dirección de Karl Hedberg, Dramaten
- 1922 : Storfursten, de Sacha Guitry, dirección de Olof Molander, Dramaten
- 1923 : Vägen till Dover, de A. A. Milne, dirección de Karl Hedberg, Dramaten
- 1923 : La importancia de llamarse Ernesto, de Oscar Wilde, dirección de Gustaf Linden, Dramaten
- 1923 : Sköldpaddskammen, de Richard Kessler, dirección de Karl Hedberg, Dramaten
- 1923 : Föräldrar, de Otto Benzon, dirección de Olof Molander, Dramaten
- 1923 : Den beundrandsvärde Crichton, de James Matthew Barrie, dirección de Karl Hedberg, Dramaten
- 1923 : Värdshuset Råbocken, de Oliver Goldsmith, dirección de Olof Molander, Dramaten
- 1924 : Äventyrens värld, de Christian Günther, dirección de Karl Hedberg, Dramaten
- 1924 : Knock, de Jules Romains, dirección de Karl Hedberg, Dramaten
- 1925 : La dama de las camelias, de Alexandre Dumas (hijo), dirección de Olof Molander, Dramaten
- 1925 : Swedenhielms, de Hjalmar Bergman, dirección de Gustaf Linden, Dramaten
- 1925 : Storstädning, de Frederick Lonsdale, dirección de Olof Molander, Dramaten
- 1925 : Sankta Johanna, de George Bernard Shaw, dirección de Gustaf Linden, Dramaten
- 1926 : Enrique IV, de Luigi Pirandello, dirección de Gustaf Linden, Dramaten
- 1926 : Societet, de William Somerset Maugham, dirección de Gustaf Linden, Dramaten
- 1926 : Värdshusvärdinnan, de Carlo Goldoni, dirección de Karl Hedberg, Dramaten
- 1927 : Ljusstaken, de Alfred de Musset, dirección de Olof Molander, Dramaten
- 1927 : Ombord, de Prins Wilhelm, dirección de Olof Molander, Dramaten
- 1927 : Doktor Mirakel, de Robert de Flers y François Wiener, dirección de Karl Hedberg, Dramaten
- 1927 : Markisinnan, de Noel Coward, dirección de Karl Hedberg, Dramaten
- 1927 : El enfermo imaginario, de Molière, dirección de Olof Molander, Dramaten
- 1928 : Hoppla, vi lever!, de Ernst Toller, dirección de Per Lindberg, Dramaten
- 1928 : Diktatorn, de Jules Romains, dirección de Per Lindberg, Dramaten
- 1928 : Försvarsadvokaten, de Ferenc Molnar, dirección de Karl Hedberg, Dramaten
- 1928 : Ryktbarhet, de Arnold Bennett, dirección de Gustaf Linden, Dramaten
- 1928 : Las aves, de Aristófanes, dirección de Olof Molander, Dramaten
- 1929 : Den oemotståndlige, de Jean Sarment, dirección de Olof Molander, Dramaten
- 1929 : Nyss utkommen!, de Édouard Bourdet, dirección de Gustaf Linden, Dramaten
- 1929 : Siegfried, de Jean Giraudoux, dirección de Olof Molander, Dramaten
- 1929 : Ringen du gav mig, de Oscar Rydqvist, dirección de Per Lindberg, Dramaten
- 1930 : Topaze, de Marcel Pagnol, dirección de Gustaf Linden, Dramaten
- 1930 : Ungkarlspappan, de Edward Childs Carpenter, dirección de Olof Molander, Dramaten
- 1931 : Thalias barn, de Tor Hedberg, dirección de Gustaf Linden, Dramaten
- 1931 : Fadershjärtat, de William Somerset Maugham, dirección de Alf Sjöberg, Dramaten
- 1931 : Känslornas marknad, de Roger Ferdinand, dirección de Gustaf Linden y Ivar Kåge, Dramaten
- 1931 : Fru Celias moral, de Benn W. Levy, dirección de Alf Sjöberg, Dramaten
- 1931 : Karusellen, de George Bernard Shaw, dirección de Gustaf Linden, Dramaten
- 1931 : Jag har varit en tjuv!, de Sigfrid Siwertz, dirección de Olof Molander, Dramaten
- 1931 : Pickwick-klubben, de František Langer a partir de Charles Dickens, dirección de Olof Molander, Dramaten
- 1932 : Majestät, de Marika Stiernstedt, dirección de Olof Molander, Dramaten
- 1932 : Fröken, de Jacques Deval, dirección de Olof Molander, Dramaten
- 1932 : Revisorn, de Nikolái Gógol, dirección de Alf Sjöberg, Dramaten
- 1932 : Guds gröna ängar, de Marc Connelly, dirección de Olof Molander, Dramaten
- 1932 : Kvinnans list, de Lionel Brown, dirección de Alf Sjöberg, Dramaten
- 1932 : Över förmåga, de Bjørnstjerne Bjørnson, dirección de Alf Sjöberg, Dramaten
- 1933 : Mäster Olof, de August Strindberg, dirección de Olof Molander, Dramaten
- 1933 : En fågel i handen, de John Drinkwater, dirección de Rune Carlsten, Dramaten
- 1933 : Damen i vitt, de Marcel Achard, dirección de Rune Carlsten, Dramaten
- 1934 : De hundra dagarna, de Benito Mussolini y Giovacchino Forzano, dirección de Rune Carlsten, Dramaten
- 1934 : För sant att vara bra, de George Bernard Shaw, dirección de Rune Carlsten, Dramaten
- 1934 : Rivalerna, de Richard Brinsley Sheridan, dirección de Alf Sjöberg, Dramaten
- 1934 : Den italienska halmhatten, de Eugene Labiche, dirección de Olof Molander, Dramaten
- 1934 : En hederlig man, de Sigfrid Siwertz, dirección de Alf Sjöberg, Dramaten
- 1934 : Anständighetens vällust, de Luigi Pirandello, dirección de Anders de Wahl, Dramaten
- 1935 : Kvartetten som sprängdes, de Birger Sjöberg, dirección de Rune Carlsten, Dramaten
- 1934 : Trots allt, de Henry Bernstein, dirección de Rune Carlsten, Dramaten
- 1934 : Ljuva ungdomstid, de Eugene O'Neill, dirección de Rune Carlsten, Dramaten
- 1934 : Den gröna fracken, de Gaston Arman de Caillavet, dirección de Rune Carlsten, Dramaten
- 1936 : Hittebarnet, de August Blanche, dirección de Rune Carlsten, Dramaten
- 1936 : Huset vid landsvägen, de Jean Jacques Bernard, dirección de Alf Sjöberg, Dramaten
- 1936 : Kokosnöten, de Marcel Achard, dirección de Rune Carlsten, Dramaten
- 1936 : Millionärskan, de George Bernard Shaw, dirección de Alf Sjöberg, Dramaten
- 1936 : Spökdamen, de Pedro Calderón de la Barca, dirección de Olof Molander, Dramaten
- 1936 : Fridas visor, de Birger Sjöberg, dirección de Rune Carlsten, Dramaten
- 1937 : Skönhet, de Sigfrid Siwertz, dirección de Alf Sjöberg, Dramaten
- 1937 : Eva gör sin barnplikt, de Kjeld Abell, dirección de Rune Carlsten, Dramaten
- 1937 : Vår ära och vår makt, de Nordahl Grieg, dirección de Alf Sjöberg, Dramaten
- 1937 : Höfeber, de Noël Coward, dirección de Alf Sjöberg, Dramaten
- 1937 : En sån dag!, de Dodie Smith, dirección de Rune Carlsten, Dramaten[63]
- 1937 : Khaki, de Paul Raynal, dirección de Alf Sjöberg, Dramaten
- 1937 : Kungens paket, de Staffan Tjerneld y Alf Henrikson, dirección de Rune Carlsten, Dramaten
- 1938 : Spel på havet, de Sigfrid Siwertz, dirección de Alf Sjöberg, Dramaten
- 1938 : Älskling, jag ger mig…, de Mark Reed, dirección de Olof Molander, Dramaten
- 1938 : Sex trappor upp, de Alfred Gehri, dirección de Pauline Brunius, Dramaten
- 1939 : Mitt i Europa, de Robert E. Sherwood, dirección de Rune Carlsten, Dramaten
- 1939 : Paul Lange och Tora Parsberg, de Bjørnstjerne Bjørnson, dirección de Rune Carlsten, Dramaten
- 1939 : Nederlaget, de Nordahl Grieg, dirección de Svend Gade, Dramaten
- 1939 : Bridgekungen, de Paul Armont y Léopold Marchand, dirección de Rune Carlsten, Dramaten
- 1939 : Guldbröllop, de Dodie Smith, dirección de Carlo Keil-Möller, Dramaten
- 1940 : Mucho ruido y pocas nueces, de William Shakespeare, dirección de Alf Sjöberg, Dramaten
- 1940 : Medelålders herre, de Sigfrid Siwertz, dirección de Rune Carlsten, Dramaten
- 1940 : Koppla av, de Moss Hart, dirección de Carlo Keil-Möller, Dramaten
- 1940 : Den lilla hovkonserten, de Toni Impekoven y Paul Verhoeven, dirección de Rune Carlsten, Dramaten
- 1941 : Vi skiljas, de Victorien Sardou y Émile de Najac, dirección de Alf Sjöberg, Dramaten
- 1941 : Gudarna le, de A.J. Cronin, dirección de Carlo Keil-Möller, Dramaten
- 1942 : Beredskap, de Gunnar Ahlström, dirección de Alf Sjöberg, Dramaten
- 1942 : Claudia, de Rose Franken, dirección de Carlo Keil-Möller, Dramaten
- 1942 : Swedenhielms, de Hjalmar Bergman, dirección de Carlo Keil-Möller, Dramaten
- 1942 : Ut till fåglarna, de George S. Kaufman y Moss Hart, dirección de Alf Sjöberg, Dramaten
- 1943 : Vår hemliga dröm, de Robert Boissy, dirección de Carlo Keil-Möller, Dramaten
- 1943 : Den stora skuggan, de Carlo Keil-Möller, dirección de Carlo Keil-Möller, Dramaten
- 1943 : Kungen, de Robert de Flers, Emmanuel Arène y Gaston Arman de Caillavet, dirección de Rune Carlsten, Dramaten
- 1944 : Innanför murarna, de Henri Nathansen, dirección de Carlo Keil-Möller, Dramaten
- 1945 : Av hjärtans lust, de Karl Ragnar Gierow, dirección de Rune Carlsten, Dramaten
- 1948 : En vildfågel, de Jean Anouilh, dirección de Rune Carlsten, Dramaten
- 1948 : Släktmötet, de T. S. Eliot, dirección de Alf Sjöberg, Dramaten
- 1949 : Muerte de un viajante, de Arthur Miller, dirección de Alf Sjöberg, Dramaten

## Radioteatro
- 1945 : Förstklassigt familjepensionat, de Alice Svensk[64] ||